# Вьянки
Вьянки (Иванка) — река в России, протекает по территории Тарасовского района Ростовской области. Устье реки находится в 82 км от устья реки Большой Калитвинец по левому берегу. Длина реки — 17 км, площадь водосборного бассейна — 69,8 км². Местами пересыхающая, в верхнем и нижнем течении на реке устроены водохранилища.

## Данные водного реестра
По данным государственного водного реестра России относится к Донскому бассейновому округу, водохозяйственный участок реки — Северский Донец от границы РФ с Украиной до впадения реки Калитва, речной подбассейн реки — Северский Донец (российская часть бассейна). Речной бассейн реки — Дон (российская часть бассейна).